# Ptôse (groupe)
Pour les articles homonymes, voir Ptôse (homonymie).
Ptôse est un groupe de musique électronique minimaliste français, originaire de Niort. Il a été principalement actif dans les années 1980 (1979—1987), dans l'underground cassette français, avant d'être édité en album à l'international et en France.

## Biographie
Le groupe se forme en 1979 par les frères Jarlan. Ses membres ont été Lionel Jarlan, Benoît Jarlan, Pascal « ZZe » Elineau, Ericka Irganon, Li Khui, et Patrick Pichon. Le groupe a été principalement actif dans les années 1980 et a été présent sur plusieurs compilations internationales emblématiques du mouvement DIY, comme le double 33 tours Three Minute Symphony sorti en 1984, la double cassette Film noir - American Style (Ding Dong, 1984), Voices Notes and Noise (33 tours, Recommended, 1984), ou bien Terra Incognita I (33 tours, Auxilio De Cientos, 1985). Toujours en 1984, ils sortent l'EP Ignobles limaces, qui sera réédité en 2005 qui inclut en bonus la cassette La Nuit des reptiles (1983) et le moreau-hommage Ignobles Vermines - A Tribute to Ptôse.
Il bénéficie d'une redécouverte et de rééditions (notamment chez Vinyl on Demand) dans les années 2000, avec l'intérêt pour les productions anciennes d'électronique minimale. Leur titre le plus connu est sans doute la chanson Boule (« Boule, Boule, viens ici mon chien, viens ici sale chien », « Non non non, je n'viendrai pas, houpla houplala »). Cette chanson a fait l'objet d'une compilation spéciale de reprises (1985, Boule. Ptôse Production Présente) avec des groupes comme Half Japanese, The Legendary Pink Dots ou Mark Lane ; elle a été aussi reprise en disque par Renaldo and the Loaf.
Une vidéo du morceau Écraser la vermine! est apparue sur la deuxième chaîne française dans l'émission Haute tension des Enfants du rock.
En 2019, ils s'allient avec Palo Alto pour sortir le 33 tours Phantom Cosmonauts au label allemand Psychofon Records, qui contient trois de leurs morceaux.

## Discographie

### Albums studio
- 2005 : Ignobles limaces / Night of the Reptiles (CD, Gazul/Musea)
- 2009 : PPP K 005 + PPP K 017 (CD, Infrastition)[4]
- 2010 : PPP K 015 + PPP K 009 (réédition CD, Le Cluricaun)

### EP
- 1979 : Boule! (K7, Ptôse Production Présente)
- 1980 : Women in the Moon (45 tours avec emballage, Sordide Sentimental, isolation intellectuelle n°1)
- 1980 : En public à la taverne (K7, Ptôse Production Présente)
- 1980 : Seigneur des mouches (K7, Ptôse Production Présente)
- 1980 : En public (K7, Ptôse Production Présente)
- 1980 : Hand-made Electronics (K7, Ptôse Production Présente)
- 1980 : Apparaitre / À paraitre (K7, Ptôse Production Présente)
- 1980 : En public au 369 (K7, Ptôse Production Présente)
- 1981 : Moxisylyte N. (K7, Ptôse Production Présente)
- 1981 : Random Choice (K7, Pinacotheka Records)
- 1981 : The Offical-guide (K7, Flowmotion)
- 1983 : Poisson soluble (K7, PPP)
- 1983 : Night of the Reptiles (K7, Ptôse Production Présente, PPP K019
- 1984 : Ignobles limaces (33 tours, Ayaa, DT 1084, avec une reprise de Mark Beyer)
- 1984 : The Swoop (33 tours, Eksakt Records (Pays-Bas))
- 1986 : Face de crabe (33 tours, Eksakt Records (Pays-Bas))
- 2003 : PPP K 015 + PPP K 009 (CDr 50 exemplaires)[5]
- 2006 : Early Recordings 79-83 (2x33 tours en coffret, Vinyl on Demand)
- 2006 : Légère altération (33 tours, Cartilage)
- 2019 : Phantom Cosmonauts (Psychofon Records)

### Compilations
- 1982 : Assemblée générale No. 3 (PPP Internationale, 016)

### Hommage
- 2004 : compilation orchestrée par le groupe Palo Alto, Ignoble vermine, CD, Gazul. Avec Les hauts de plafond, Bosco, Laurent Pernice et Pakito Bolino, Klimperei, La Société des Timides à la Parade des Oiseaux, Servovalde, Lefdup et Lefdup, Deleted, Norscq, Pierre Bastien & Mecanium, Palo Altoe t Emiko Kota, Chazam, Phoneme, Toupidek Limonade, Dragibus et Non Finito. Pochette Jef Benech', présentation Pascal Bussy.